# Famille Le Fèvre de Caumartin
 (janvier 2023).
Si vous disposez d'ouvrages ou d'articles de référence ou si vous connaissez des sites web de qualité traitant du thème abordé ici, merci de compléter l'article en donnant les références utiles à sa vérifiabilité et en les liant à la section « Notes et références ».
Pour les articles homonymes, voir Caumartin.
La famille Le Fèvre de Caumartin, est une famille éteinte de la noblesse française, originaire du Ponthieu dont plusieurs membres ont été titulaires des plus grandes charges de l'État sous l'Ancien Régime.

## Histoire
Le plus ancien membre connu de cette famille est :
- Huart Le Fèvre auquel le roi Charles VI accorda des privilèges par lettres patentes, en 1400.
- Son frère Jean Le Fèvre fut président à mortier du Parlement de Paris en 1413.
- Aubert Le Fèvre, écuyer, seigneur de Villers eut pour fils :
- Jean I Le Fèvre, seigneur de Caumartin, de Villers, de Rossignol, de Machy, de Courtemanche et de Sauvilliers, général des finances en 1555, mort en 1560[2].

## Personnalités
- Louis Lefebvre de Caumartin (1552-1623), garde des Sceaux de Louis XIII ;
- Louis II Lefebvre de Caumartin (1586-1624), conseiller d’État et intendant de Picardie ;
- François Lefèvre de Caumartin (?-1652), évêque d'Amiens ;
- Louis-François Le Fèvre de Caumartin (1624-1687), intendant de Champagne et Brie ;
- Louis-François II Le Fèvre de Caumartin de Boissy, intendant du Commerce ;
- Louis Urbain Lefebvre de Caumartin (1653-1720), intendant des Finances de Louis XIV, protecteur du jeune Voltaire, et confident de Madame de Sévigné ;
- François Lefebvre de Caumartin (1668-1733), évêque de Blois et de Vannes ;
- Antoine Louis Le Fèvre de Caumartin de Boissy (1696-1748), premier président au Grand Conseil ;
- Antoine-Louis Lefebvre de Caumartin (1725-1803), prévôt des marchands de Paris ;
- Marc Antoine Le Fèvre de Caumartin (1751-1803), intendant de Franche-Comté.

## Galerie

Louis, Garde des sceaux.
Jean baron de Saint-Port par Louis Boudan.
Louis, président au parlement, conseiller d'État.
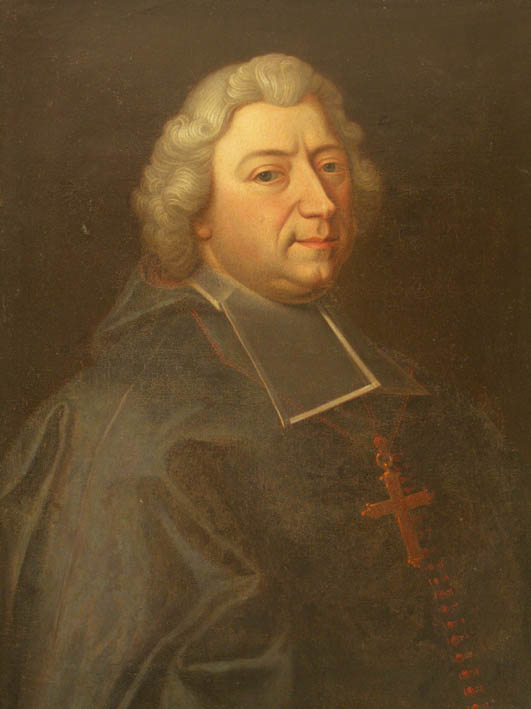
Mgr Lefebvre de Caumartin, évêque de Blois.
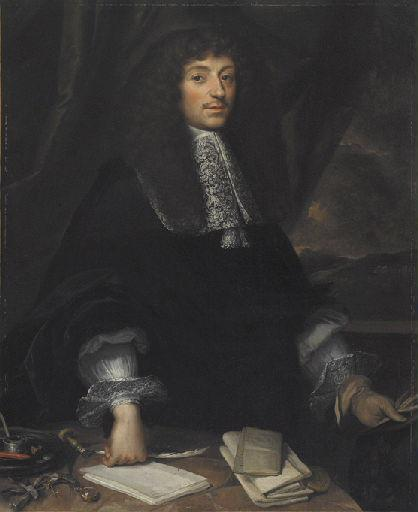
Louis-François par François de Troy, Musée des Beaux-Arts de Châlons-en-Champagne.
Marquis de Cailly, Jacques.

## Postérité
- Une rue de Paris porte le nom de Caumartin, la rue de Caumartin, dans le 9e arrondissement, ainsi qu'une station de métro : Havre - Caumartin, en l'honneur d'Antoine-Louis Lefebvre de Caumartin.